# Vincenzo (phim truyền hình)
Vincenzo (tiếng Hàn: 빈센조; Romaja: Binsenjo) là một bộ phim truyền hình Hàn Quốc với sự tham gia của Song Joong-ki, Jeon Yeo-been và Ok Taec-yeon. Bộ phim được khởi chiếu trên tvN vào ngày 20 tháng 2 năm 2021 và phát sóng vào thứ Bảy và Chủ nhật hàng tuần lúc 21:00 (KST), mỗi tập phim được phát hành trên Netflix ở Hàn Quốc và quốc tế sau khi phát sóng trên tvN.

## Nội dung
Năm 8 tuổi, Park Joo-hyung (Song Joong-ki) đến Ý sau khi được một gia đình người Ý nhận nuôi. Sau đó anh gia nhập băng đảng Mafia, nơi anh được Don Fabio - người đứng đầu gia tộc Cassano nhận nuôi. Park Joo-hyung được đổi tên thành Vincenzo Cassano và trở thành luật sư người Ý. Anh làm việc cho Mafia với tư cách là một cố vấn và là cánh tay phải đáng tin cậy nhất của Don Fabio. Sau khi Fabio chết thì Paolo (con ruột của Fabio và là thủ lĩnh mới) cố gắng giết Vincenzo. Nên anh đã bỏ trốn đến Seoul ở Hàn Quốc và bắt đầu thu hồi một lượng vàng khổng lồ (15 tấn) được cất giấu trong mật thất nằm ở dưới tòa nhà Geumga-dong Plaza. Vincenzo đã giúp một ông trùm người Trung Quốc cất giữ vàng trong một kho tiền được bảo vệ bởi mafia trong khu phức hợp. Ông trùm chết. Vì không ai khác biết về số vàng đó. Vincenzo đã lên kế hoạch để lấy số vàng và sử dụng nó làm quỹ hưu trí của mình sau khi rời Ý. Tuy nhiên, một công ty bất động sản thuộc tập đoàn Babel đã chiếm quyền sở hữu tòa nhà một cách bất hợp pháp và Vincenzo phải sử dụng các kỹ năng của mình để lấy lại tòa nhà và khôi phục lại vận may của mình. Tại Hàn Quốc, Vincenzo đã gặp gỡ và quen biết với luật sư Hong Cha-Young (Jeon Yeo-bin), cô là kiểu luật sư sẽ làm mọi cách để thắng kiện. Vincenzo Cassano đã phải lòng Hong Cha-Young. Anh cũng đạt được công bằng xã hội theo cách riêng của mình.

## Diễn viên

### Vai chính
- Song Joong-ki vai Vincenzo Cassano (Park Joo-hyung)

Một luật sư người Ý gốc Hàn và là cố vấn cho gia tộc Cassano - một gia đình mafia. Anh là con nuôi của ông trùm quá cố của gia tộc Cassano. Tên khai sinh tiếng Hàn của anh là Park Joo-hyung. Anh thường mặc một bộ vest đẹp và lạ mắt. Phương pháp giải quyết vấn đề của anh bao gồm việc đe dọa bằng cách sử dụng điểm yếu của người đó hoặc đe dọa giết người. Sau khi Hong Yoo-chan bị sát hại và Vincenzo sống sót sau âm mưu giết người do Choi Myung-hee dàn dựng, anh trở thành cố vấn/luật sư nước ngoài cho công ty luật Jipuragi, hợp tác với Hong Cha-young để tiêu diệt tập đoàn Babel và tìm cách lấy số vàng giấu ở Geumga Plaza.
- Jeon Yeo-been vai Hong Cha-young

Một luật sư làm cho công ty luật Wusang và là con gái của Hong Yoo-chan quá cố. Cô có tính cách ương bướng cục súc, xem tiền là trên hết. Phương pháp giải quyết vấn đề của cô ấy thường liên quan đến hối lộ. Cô đổ lỗi cho cha cô về cái chết của mẹ cô. Sau khi cái chết của cha cô - ông Hong Yoo-chan do Choi Myung-hee dàn dựng, cô rời Wusang và trở thành CEO của công ty luật Jipuragi, thay thế người cha quá cố của mình. Cô tham gia cùng Vincenzo để chống lại tập đoàn Babel.
- Ok Taecyeon vai Jang Joon-woo/Jang Han-seok

Một thực tập sinh của công ty luật Wusang làm việc dưới quyền của luật sư Hong Cha-young với tư cách là trợ lý/pháp lý riêng của cô. Tính cách của anh ta khá là vui vè, hoạt bát, ngây ngô. Tuy nhiên, đó chỉ là vỏ bọc che giấu cho danh tính thật sự. Anh là chủ tịch thật sự, chủ sở hữu hợp pháp của tập đoàn Babel, đồng thời là con trai lớn và hợp pháp của chủ tịch trước đó. Cuối cùng anh đảm nhận vai trò chủ tịch của tập đoàn Babel khi danh tính thực sự của anh ta bị phơi bày.
- Kim Yeo-jin vai Choi Myung-hee

Một cựu công tố viên đã rời bỏ truy tố để gia nhập công ty luật Woosang với tư cách là đối tác cấp cao mới của công ty, cũng là người đại diện cho Woosang và luật sư bào chữa cho tập đoàn Babel. Cô ta là một người mưu mô thủ đoạn, luôn âm mưu toan tính, sẵn sàng làm bất kì điều gì để đạt được mục tiêu, kể cả giết người. Ngoài ra, có có sở thích nhảy Zumba và xem người khác tấu hài. Hong Cha-young gọi cô là Rắn Zumba.
- Kwak Dong-yeon vai Jang Han-seo

Em trai cùng cha khác mẹ của Jang Jun-woo và là con trai ngoài giá thú của chủ tịch quá cô, người đã công khai giữ vai trò chủ tịch của tập đoàn Babel thay cho anh trai mình. Anh có vẻ thô lỗ, tự mãn và kiêu căng nhưng thực tế lại vô cùng lém lỉnh. Sau đó, anh bị giáng chức, trở thành phó chủ tịch của tập đoàn Babel sau khi Jang Han-seok đảm nhận vai trò chủ tịch.

### Vai phụ

#### Wusang
- Jo Han-chul vai Han Seung-hyeok

Một đối tác cấp cao của công ty luật Wusang. Anh là người tuyển dụng Choi Myung-hee gia nhập Wusang.

#### Geumga Plaza
- Im Chul-soo vai Ahn Gi-seok

Một nhân viên phòng chống tội phạm quốc tế cho cục tình báo chuyên về tội phạm có tổ chức của Ý. Anh hoạt động bí mật bằng cách làm phục vụ cho đầu bếp Toto ở Geumga Plaza. Do đó, anh có thể bí mật theo dõi Vincenzo.
- Yoo Jae-myung vai Hong Yoo-chan

Một luật sư là giám đốc điều hành của công ty luật Jipuragi và là chủ tịch của ủy ban đối lập phát triển cho Geumga Plaza. Ông là cha của Hong Cha-Young. Ông tin rằng công lý là trên hết và không gì có thể làm tổn hại đến các nguyên tắc của ông. Trong một lần điều tra vụ án bê bối của Babel, ông đã bị Babel sát hại, vu khống tham ô và dựng hiện trường giả thành một vụ tai nạn giao thông.
- Yoon Byung-hee vai Nam Joo-sung

Anh là thư ký của công ty luật Jipuragi, làm việc cho luật sư Hong Yoo-chan. Sau khi Hong Yoo-chan bị giết anh bắt tay cùng Vincenzo và Hong Cha-young để trả thù cho cái chết của luật sư Hong Yoo-chan
- Choi Young-joon vai Cho Young-woon

Quản lý của Geumga Plaza. Tên của anh được sử dụng trong chứng thư của Geumga Plaza. Vincenzo đã từng cứu sống anh ở Milano. Anh là một đặc vụ ngầm của cơ quan tình báo Quốc Gia.
- Choi Deok-moon vai Tak Hong-shik

Chủ tiệm giặt là. Anh ta cố tình làm hỏng bộ đồ đặt riêng phiên bản giới hạn của Vincenzo vì anh nghĩ rằng Vincenzo muốn đuổi anh và những người thuê nhà khác.
- Kim Hyung-mook vai Toto[4]

Chủ nhà hàng Ý ở Geumga Plaza. Anh tỏ vẻ là người biết tiếng Ý và đi học ngành ẩm thực ở Ý, nhưng bị Vincenzo hù dọa vì đã nói dối mọi người.
- Lee Hang-na vai Kwak Hee-soo

Chủ quán ăn nhanh ở Geumga Plaza. Bà thích đánh đứa con trai mới lớn hay lén lút hút thuốc của mình.
- Kim Seol-jin vai Larry Kang

Chủ phòng tập nhảy ở Geumga Plaza. Anh là một người sạch sẽ và sẽ bực bội lên khi thấy mọi người làm bẩn studio của anh.
- Kim Yoon-hye vai Seo Mi-ri

Cô giáo dạy piano ở Geumga Plaza. Cô phải lòng Vincenzo Cassano. Thực ra cô là một hacker chuyên nghiệp và là người cài đặt hệ thống mật mã giấu vàng dưới mật thất ở Geumga plaza.
- Yang Kyung-won vai Lee Chul-wook

Một võ sư chuyên nghiệp tự xưng và là chủ tiệm cầm đồ ở Geumga Plaza. Anh luôn lớn tiếng về cách đánh bại ai đó nhưng anh luôn hèn nhát.
- Seo Ye-hwa vai Jang Yeon-jin

Vợ của Lee Chul-wook. Cô thích mắng mỏ chồng khi anh giả tạo tỏ ra dũng cảm trong khi anh thực sự sợ hãi.
- Kang Chae-min vai Kim Young-ho

Con trai của Kwak Hee-soo. Anh thích bí mật hút thuốc với bạn bè của mình ở nơi nào đó riêng tư trong tòa nhà.
- Ri Woo-jin vai Jeokha

Trụ trì của chùa Nanyak ở Geumga Plaza. Sư ngồi Thiền và cảm nhận được có sự hiện diện mạnh mẽ của vị Phật dưới nơi sư thường ngồi vì Vincenzo đã cất giữ một bức tượng Phật bằng vàng ở đó.
- Kwon Seung-woo vai Chaeshin

Một nhà sư hỗ trợ cho Jeokha. Sư thân thiết với những người thuê nhà khác và đóng vai trò cố vấn cho những người thuê nhà.

### Vai khác
- Yoon Bok-in vai Oh Gyeong-ja

Hong Yoo-chan (bố của Hong Cha-young) là luật sư đại diện của cô. Cô là mẹ ruột của Vincenzo Cassano
- Jung Wook-jin vai Seon-Ho

Một trong những đối tượng thử nghiệm cho thuốc RDU-90. Anh là người tố giác cho Babel Pharmaceuticals.

### Khách mời đặc biệt
- Jin Seon-kyu trong vai một tên cướp vô danh số 1, hoạt động như một tài xế taxi xe limousine.[5]
- Lee Hee-joon vai một tên cướp vô danh số 2.[6]
- Jung Soon-won vai một cảnh sát sân bay.[7]

## Sản xuất
Vào tháng 5 năm 2020, đạo diễn Kim Hee-won và nhà biên kịch Park Jae-Bum đã cùng nhau hợp tác cho Vincenzo. Vào tháng 7 năm 2020, có thông tin cho rằng Song Joong-ki và Jeon Yeo-been xem xét lời đề nghị đóng vai chính trong bộ phim, trong khi Ok Taec-yeon xác nhận tham gia bộ phim. Song Joong-ki và Jeon Yeo-been đã xác nhận sự xuất hiện của họ vào tháng sau.

## Nhạc phim

### Vincenzo: Nhạc phim gốc (Nhiều nghệ sĩ)
Tracklist
| STT              | Nhan đề                                 | Artist                        | Thời lượng |
| ---------------- | --------------------------------------- | ----------------------------- | ---------- |
| 1.               | "Ombra mai fu"                          | Choi Sung-hoon (La Poem)      | 3:01       |
| 2.               | "Adrenaline (Italian ver.)"             | Aalia                         | 3:27       |
| 3.               | "Adrenaline"                            | Solar (Mamamoo)               | 3:27       |
| 4.               | "Lacrimosa"                             | La Poem                       | 3:48       |
| 5.               | "Is This Love"                          | Aalia                         | 3:37       |
| 6.               | "I'm Always By Your Side"               | John Park                     | 3:51       |
| 7.               | "Questo edificio è mio"                 | Song Jin-seok                 | 2:14       |
| 8.               | "Night Of Sicily"                       | Song Jae-kyung Park Se-jun    | 3:03       |
| 9.               | "Mafia"                                 | Kim Min-ji Park Se-jun        | 3:33       |
| 10.              | "The Last Of Babel"                     | Lee Nyeom                     | 2:55       |
| 11.              | "Appearance(SHOW TIME)"                 | Na Sang-jin Park Se-jun       | 1:51       |
| 12.              | "For The Justice"                       | Woo Ji-hun Park Se-jun        | 2:15       |
| 13.              | "Jifuragi"                              | Na Sang-jin Park Se-jun       | 1:58       |
| 14.              | "Stopped Time"                          | Woo Ji-hun Park Se-jun        | 3:40       |
| 15.              | "Un diavolo scaccia l'altro"            | Lee Nyeom                     | 2:48       |
| 16.              | "Addio"                                 | Na Yoon-sik Park Se-jun       | 3:15       |
| 17.              | "If You Want"                           | Kim Dong-hyeok                | 1:32       |
| 18.              | "Aspettate"                             | Woo Ji-hun Park Se-jun        | 1:50       |
| 19.              | "Holy Anger"                            | Na Sang-jin Park Se-jun       | 2:45       |
| 20.              | "Is This Love (Guitar Ver.)"            | Kim Tae-hwan Park Se-jun      | 2:08       |
| 21.              | "Booty"                                 | Woo Ji-hun Park Se-jun        | 1:58       |
| 22.              | "Finestra di espiazione"                | Kim Ji-ae Park Se-jun         | 3:07       |
| 23.              | "Retributor"                            | Lee Nyeom Park Se-jun         | 2:11       |
| 24.              | "Lombirghini"                           | Song Jin-seok Park Se-jun     | 2:12       |
| 25.              | "Dark Side Of Me"                       | Na Sang-jin Park Se-jun       | 2:05       |
| 26.              | "A Silent Cry"                          | Na Yoon-sik Park Se-jun       | 2:41       |
| 27.              | "Corn Salad"                            | Kim Tae-hwan Park Se-jun      | 1:58       |
| 28.              | "Country Of KIMCHI"                     | Yoo Hee-hyeon Park Se-jun     | 1:29       |
| 29.              | "Vincenzo The Phoenix"                  | Kim Dong-hyeok                | 1:58       |
| 30.              | "Hold back"                             | Yoo Hee-hyeon Park Se-jun     | 1:44       |
| 31.              | "Bead"                                  | Kim Ji-ae Park Se-jun         | 2:11       |
| 32.              | "Secret Weapon"                         | Woo Ji-hun Park Se-jun        | 1:50       |
| 33.              | "I'm Sorry I Didn't Know"               | Woo Ji-hun Park Se-jun        | 2:07       |
| 34.              | "Chaos KEUMGA Plaza"                    | Song Jae-kyung Park Se-jun    | 2:21       |
| 35.              | "Il male è grande e vasto"              | Na Sang-jin Park Se-jun       | 2:34       |
| 36.              | "Is This Love (Piano Ver.)"             | Kim Tae-hwan Park Se-jun      | 2:05       |
| 37.              | "Two Idiots"                            | Yoo Hee-hyeon Park Se-jun     | 1:55       |
| 38.              | "Bungeoppang With My Mom"               | Song Jin-seok Park Se-jun     | 2:18       |
| 39.              | "Doomsday"                              | Kim Dong-hyeok Choi Moon-seok | 2:14       |
| 40.              | "Baksumudang Vincezo"                   | Yoo Hee-hyeon Park Se-jun     | 0:50       |
| 41.              | "Zumba Dance"                           | Woo Ji-hun Park Se-jun        | 2:04       |
| 42.              | "Through The Years"                     | Song Jin-seok Park Se-jun     | 2:12       |
| 43.              | "Mom's Letter"                          | Kim Min-ji Park Se-jun        | 2:36       |
| 44.              | "Your Vacancy"                          | Lee Nyeom                     | 3:30       |
| 45.              | "Exhale"                                | Kim Dong-hyeok Choi Moon-seok | 3:09       |
| 46.              | "Why Are You Standing There"            | Yoo Hee-hyeon Park Se-jun     | 1:34       |
| 47.              | "Never felt better"                     | Yoo Hee-hyeon Park Se-jun     | 1:17       |
| 48.              | "Lawyer Nem"                            | Song Jae-kyung Park Se-jun    | 2:01       |
| 49.              | "Happily Today As Well"                 | Na Yoon-sik Park Se-jun       | 1:34       |
| 50.              | "Empty Mind"                            | Kim Min-ji Park Se-jun        | 3:32       |
| 51.              | "Inzaghi"                               | Song Jae-kyung Park Se-jun    | 2:24       |
| 52.              | "Anxious Monk"                          | Kim Tae-hwan Park Se-jun      | 1:47       |
| 53.              | "Cavalleria Rusticana"                  | Pietro Mascagni               | 3:32       |
| 54.              | "Fish-shaped Buns And Carp-shaped Buns" | Na Yoon-sik Park Se-jun       | 1:32       |
| 55.              | "Unmatched cuteness"                    | Kim Min-ji Park Se-jun        | 1:25       |
| 56.              | "SShabala"                              | Song Jin-seok Park Se-jun     | 1:59       |
| 57.              | "March of The Priests"                  | Wolfgang Amadeus Mozart       | 2:47       |
| 58.              | "Pasta Party"                           | Na Yoon-sik Park Se-jun       | 1:18       |
| 59.              | "It Smells Bad Somewhere"               | Kim Tae-hwan Park Se-jun      | 2:07       |
| 60.              | "Nabucco Hebrew Slaves Chorus"          | Giuseppe Verdi                | 3:54       |
| 61.              | "Chaconne Sorro"                        | Song Jae-kyung Park Se-jun    | 2:56       |
| 62.              | "Where Is My Gold"                      | Song Jin-seok Park Se-jun     | 2:45       |
| 63.              | "Vincenzo Theme But Gisuk Theme"        | Na Yoon-sik Park Se-jun       | 2:33       |
| 64.              | "Operation Start"                       | Na Yoon-sik Park Se-jun       | 2:01       |
| 65.              | "Escape From Us"                        | Song Jin-seok Park Se-jun     | 2:19       |
| 66.              | "RDU-90"                                | Kim Min-ji Park Se-jun        | 1:40       |
| 67.              | "Gold is in our hearts"                 | Lee Nyeom Park Se-jun         | 2:02       |
| Tổng thời lượng: | Tổng thời lượng:                        | Tổng thời lượng:              | 2:41:00    |

### Đĩa đơn
Phần 1
| Released on 28 tháng 2 năm 2021 | Released on 28 tháng 2 năm 2021 | Released on 28 tháng 2 năm 2021 | Released on 28 tháng 2 năm 2021 |
| STT                             | Nhan đề                         | Nghệ sĩ                         | Thời lượng                      |
| ------------------------------- | ------------------------------- | ------------------------------- | ------------------------------- |
| 1.                              | "Ombra mai fu"                  | Choi Sung-hoon (La Poem)        | 3:01                            |
| 2.                              | "Ombra mai fu" (inst.)          |                                 | 3:01                            |
| Tổng thời lượng:                | Tổng thời lượng:                | Tổng thời lượng:                | 6:02                            |

Phần 2
| Released on 7 tháng 3 năm 2021 | Released on 7 tháng 3 năm 2021      | Released on 7 tháng 3 năm 2021 | Released on 7 tháng 3 năm 2021 | Released on 7 tháng 3 năm 2021 | Released on 7 tháng 3 năm 2021 |
| STT                            | Nhan đề                             | Phổ lời                        | Phổ nhạc                       | Nghệ sĩ                        | Thời lượng                     |
| ------------------------------ | ----------------------------------- | ------------------------------ | ------------------------------ | ------------------------------ | ------------------------------ |
| 1.                             | "Adrenaline (Italian ver.)"         | Park Se-joon Park Ye-seo       | Woo Ji-hoon Park Se-joon       | Aalia                          | 3:27                           |
| 2.                             | "Adrenaline (Italian ver.)" (inst.) |                                | Woo Ji-hoon Park Se-joon       |                                | 3:27                           |
| Tổng thời lượng:               | Tổng thời lượng:                    | Tổng thời lượng:               | Tổng thời lượng:               | Tổng thời lượng:               | 6:54                           |

Phần 3
| Released on 14 tháng 3 năm 2021 | Released on 14 tháng 3 năm 2021 | Released on 14 tháng 3 năm 2021 | Released on 14 tháng 3 năm 2021 | Released on 14 tháng 3 năm 2021 | Released on 14 tháng 3 năm 2021 |
| STT                             | Nhan đề                         | Phổ lời                         | Phổ nhạc                        | Nghệ sĩ                         | Thời lượng                      |
| ------------------------------- | ------------------------------- | ------------------------------- | ------------------------------- | ------------------------------- | ------------------------------- |
| 1.                              | "Adrenaline"                    | Park Ye-seo Park Se-joon        | Park Se-joon Woo Ji-hoon        | Solar (Mamamoo)                 | 3:27                            |
| 2.                              | "Adrenaline" (inst.)            |                                 | Park Se-joon Woo Ji-hoon        |                                 | 3:27                            |
| Tổng thời lượng:                | Tổng thời lượng:                | Tổng thời lượng:                | Tổng thời lượng:                | Tổng thời lượng:                | 6:54                            |

Phần 4
| Released on 21 tháng 3 năm 2021 | Released on 21 tháng 3 năm 2021 | Released on 21 tháng 3 năm 2021 | Released on 21 tháng 3 năm 2021 |
| STT                             | Nhan đề                         | Nghệ sĩ                         | Thời lượng                      |
| ------------------------------- | ------------------------------- | ------------------------------- | ------------------------------- |
| 1.                              | "Lacrimosa"                     | La Poem                         | 3:48                            |
| 2.                              | "Lacrimosa" (inst.)             |                                 | 3:48                            |
| Tổng thời lượng:                | Tổng thời lượng:                | Tổng thời lượng:                | 7:36                            |

Phần 5
| Released on 4 tháng 4 năm 2021 | Released on 4 tháng 4 năm 2021 | Released on 4 tháng 4 năm 2021 | Released on 4 tháng 4 năm 2021 | Released on 4 tháng 4 năm 2021 | Released on 4 tháng 4 năm 2021 |
| STT                            | Nhan đề                        | Phổ lời                        | Phổ nhạc                       | Nghệ sĩ                        | Thời lượng                     |
| ------------------------------ | ------------------------------ | ------------------------------ | ------------------------------ | ------------------------------ | ------------------------------ |
| 1.                             | "Is This Love"                 | Aalia Park Se-joon             | Park Se-joon Kim Tae-hwan      | Aalia                          | 3:37                           |
| 2.                             | "Is This Love" (inst.)         |                                | Park Se-joon Kim Tae-hwan      |                                | 3:37                           |
| Tổng thời lượng:               | Tổng thời lượng:               | Tổng thời lượng:               | Tổng thời lượng:               | Tổng thời lượng:               | 7:14                           |

Phần 6
| Released on 25 tháng 4 năm 2021 | Released on 25 tháng 4 năm 2021   | Released on 25 tháng 4 năm 2021    | Released on 25 tháng 4 năm 2021 | Released on 25 tháng 4 năm 2021 | Released on 25 tháng 4 năm 2021 |
| STT                             | Nhan đề                           | Phổ lời                            | Phổ nhạc                        | Nghệ sĩ                         | Thời lượng                      |
| ------------------------------- | --------------------------------- | ---------------------------------- | ------------------------------- | ------------------------------- | ------------------------------- |
| 1.                              | "I'm Always By Your Side"         | Park Se-joon Woo Ji-hoon John Park | Park Se-joon Woo Ji-hoon        | John Park                       | 3:51                            |
| 2.                              | "I'm Always By Your Side" (inst.) |                                    | Park Se-joon Woo Ji-hoon        |                                 | 3:51                            |
| Tổng thời lượng:                | Tổng thời lượng:                  | Tổng thời lượng:                   | Tổng thời lượng:                | Tổng thời lượng:                | 7:42                            |

## Đón nhận

### Tỷ suất người xem
Tỷ suất người xem trung bình 7,7% đã được ghi nhận trên toàn quốc cho tập đầu tiên của bộ phim, khiến nó trở thành bộ phim truyền hình cuối tuần có tỷ suất người xem mở màn cao thứ tư trong lịch sử của tvN, đứng sau Quý ngài Ánh dương, Gặp gỡ và Chàng hậu.
Bộ phim hiện là bộ phim có tỷ suất người xem cao thứ 9 trong lịch sử truyền hình cáp Hàn Quốc.
| Mùa | Mùa | Số tập | Số tập | Số tập | Số tập | Số tập | Số tập | Số tập | Số tập | Số tập | Số tập | Số tập | Số tập | Số tập | Số tập | Số tập | Số tập | Số tập | Số tập | Số tập | Số tập | Trung bình |
| Mùa | Mùa | 1      | 2      | 3      | 4      | 5      | 6      | 7      | 8      | 9      | 10     | 11     | 12     | 13     | 14     | 15     | 16     | 17     | 18     | 19     | 20     | Trung bình |
| --- | --- | ------ | ------ | ------ | ------ | ------ | ------ | ------ | ------ | ------ | ------ | ------ | ------ | ------ | ------ | ------ | ------ | ------ | ------ | ------ | ------ | ---------- |
|     | 1   | 1.948  | 2.389  | 2.098  | 2.587  | 2.447  | 2.893  | 2.429  | 2.755  | 2.364  | 3.024  | 2.439  | 2.840  | 2.871  | 2.884  | 2.628  | 2.754  | 2.719  | 3.109  | 3.075  | 3.841  | 3.380      |

| 1 | 20 tháng 2 năm 2021 | 7.659% (hạng 1)  | 8.728% (hạng 1)  |
| 2 | 21 tháng 2 năm 2021 | 9.295% (hạng 1)  | 10.207% (hạng 1) |
| 3 | 27 tháng 2 năm 2021 | 8.121% (hạng 1)  | 9.340% (hạng 1)  |
| 4 | 28 tháng 2 năm 2021 | 10.215% (hạng 1) | 11.201% (hạng 1) |
| 5 | 6 tháng 3 năm 2021  | 9.674% (hạng 1)  | 10.683% (hạng 1) |
| 6 | 7 tháng 3 năm 2021  | 11.082% (hạng 1) | 12.165% (hạng 1) |
| 7 | 13 tháng 3 năm 2021 | 9.241% (hạng 1)  | 9.992% (hạng 1)  |
| 8 | 14 tháng 3 năm 2021 | 10.380% (hạng 1) | 11.292% (hạng 1) |
| 9 | 20 tháng 3 năm 2021 | 9.057% (hạng 1)  | 9.729% (hạng 1)  |
| 10 | 21 tháng 3 năm 2021 | 11.375% (hạng 1) | 12.745% (hạng 1) |
| 11 | 27 tháng 3 năm 2021 | 9.311% (hạng 1)  | 10.705% (hạng 1) |
| 12 | 28 tháng 3 năm 2021 | 10.736% (hạng 1) | 12.405% (hạng 1) |
| 13 | 3 tháng 4 năm 2021  | 10.815% (hạng 1) | 11.555% (hạng 1) |
| 14 | 4 tháng 4 năm 2021  | 11.258% (hạng 1) | 12.487% (hạng 1) |
| 15 | 10 tháng 4 năm 2021 | 10.296% (hạng 1) | 11.150% (hạng 1) |
| 16 | 11 tháng 4 năm 2021 | 10.572% (hạng 1) | 11.600% (hạng 1) |
| 17 | 24 tháng 4 năm 2021 | 10.961% (hạng 1) | 12.278% (hạng 1) |
| 18 | 25 tháng 4 năm 2021 | 12.276% (hạng 1) | 13.912% (hạng 1) |
| 19 | 1 tháng 5 năm 2021  | 11.854% (hạng 1) | 12.659% (hạng 1) |
| 20 | 2 tháng 5 năm 2021  | 14.636% (hạng 1) | 16.564% (hạng 1) |
| Trung bình | Trung bình          | 10.441%          | 11.570%          |
| Tập đặc biệt | 17 tháng 4 năm 2021 | 4.445% (1st)     | 5.098% (2nd)     |
| - Trong bảng trên đây, các số màu xanh biểu thị cho xếp hạng thấp nhất và các số màu đỏ biểu thị cho xếp hạng cao nhất. - Bộ phim này được phát sóng trên một kênh truyền hình cáp/truyền hình trả tiền thường có lượng khán giả tương đối nhỏ hơn so với các đài truyền hình công cộng/truyền hình miễn phí (KBS, SBS, MBC và EBS). |                     |                  |                  |